# 英荷爪哇战争
英荷爪哇战争是指1811年8月至9月间英國入侵荷蘭殖民地爪哇岛的戰爭。
在拿破崙戰爭期間，法国人入侵荷蘭共和國，并于1795年建立了巴達維亞共和國，1806年建立了荷兰王国。荷兰王国于1810年并入法兰西第一帝国，爪哇岛因此成为法国名义上的殖民地，但該島嶼仍然由荷兰人負責管理。
1809年和1810年，法国在西印度群岛的殖民地被佔領，1810年和1811年，英國通過發動毛里求斯戰役攻佔法國位於西印度洋的殖民地毛里求斯，之后英國將注意力转向荷屬東印度。1811年8月4日，英國軍隊登陆爪哇島，同年9月18日，英國控制爪哇島全境。
1814年，英國人將爪哇島歸還給荷蘭人。